# الجيش الوطني الإندونيسي
القوات المسلحة الوطنية الإندونيسية (بالإندونيسية: Tentara Nasional Indonesia)، هي القوات العسكرية لجمهورية إندونيسيا، تتكون من القوات البرية الاندونيسية ومن القوات البحرية الإندونيسية ومن القوات الجوية الإندونيسية. رئيس إندونيسيا هو القائد الأعلى للقوات المسلحة، اعتباراً من عام 2023، بلغ عدد أفراد القوات المسلحة حوالي 400,000 ألففرد عسكري بما في ذلك سلاح مشاة البحرية الإندونيسي (Korps Marinir RI)، وهو فرع من البحرية.
تأسست هذه القوات خلال الثورة الوطنية الإندونيسية في سنة 1945 باسم جيش الأمن الشعبي (TKR) ثم تغير اسمه لاحقًا إلى جيش جمهورية إندونيسيا (TRI)، قبل أن يغير اسمه مجددًا إلى القوات المسلحة الوطنية الإندونيسية (TNI) حتى الوقت الحاضر. وكانت في البداية مجموعة من المسلحين قاموا بحرب عصابات وكانت مثل الميليشيا وذلك من أجل تحرر إندونيسيا من احتلال هولندا، بعد أن استغلوا مشاركة هولندا في الحرب العالمية الثانية، من الحروب التي خاضتها إندونيسيا هي المواجهة الإندونيسية الماليزية وغزو اندونيسيا لتيمور الشرقية.

## التاريخ

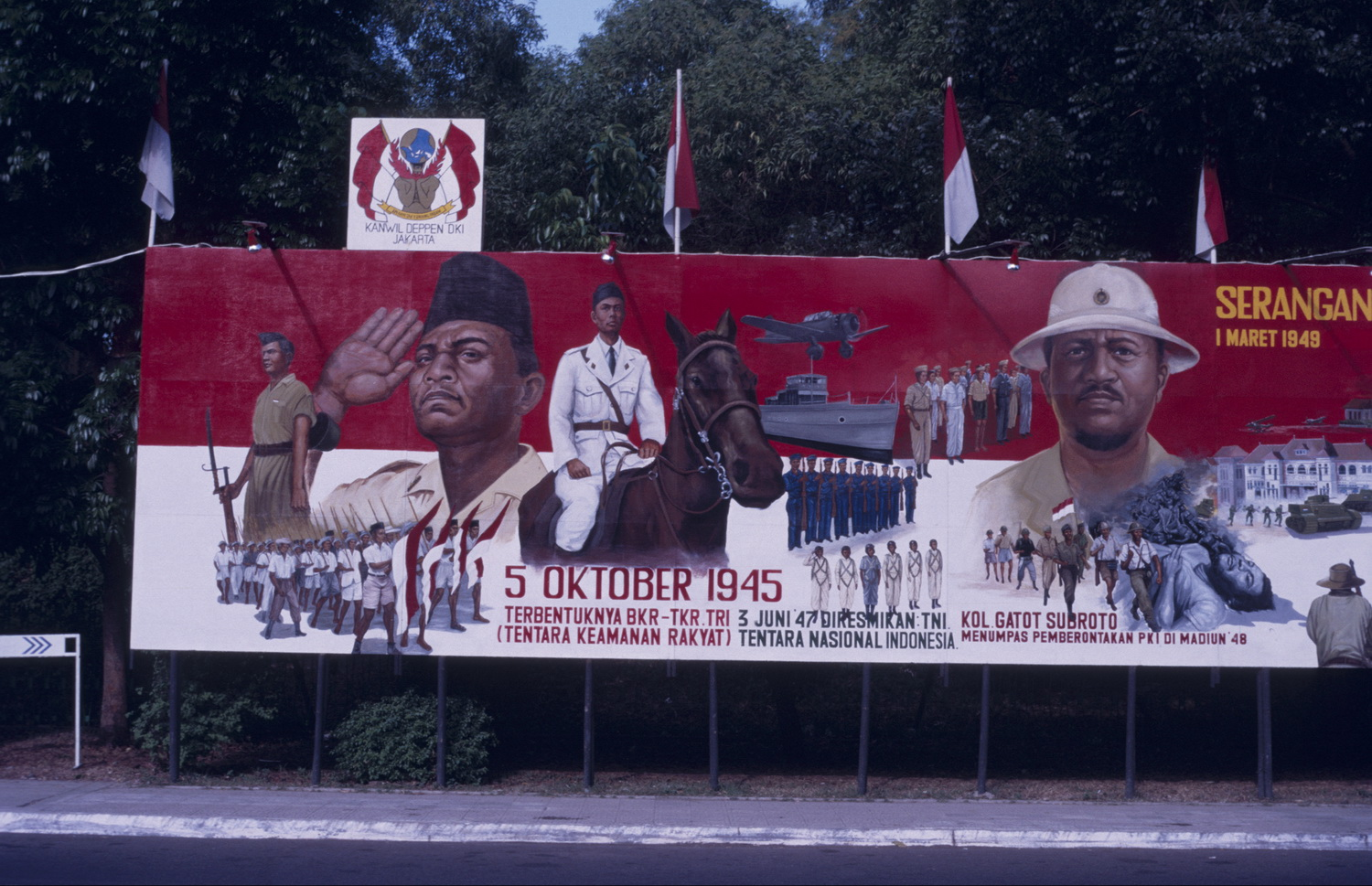
لوحة على جانب الطريق في جاكرتا تخليدًا لذكرى تأسيس القوات المسلحة الوطنية الإندونيسية عام 1985